# Московский, Борис Иванович
Борис Иванович Московский (1924 — 1990) —снайпер, участник Великой Отечественной войны.Полный кавалер ордена Славы.

## Биография
Родился в 1924 году в деревне Огарышево (Ярославская губерния) в крестьянской семье. После окончания 4 классов школы в 1936 году устроился работать учеником фотографа в Рыбинскую артель искусств.
В Красной Армии с июля 1943 года. В августе того же года начал принимать участие в боях Великой Отечественной войны. Служил в 1095-м стрелковом полку 324-й стрелковой дивизии. Во время боёв за Смоленскую область в октябре 1943 был ранен и во время боёв за Могилёвскую область также был ранен. Во время боёв за Днепр в районе Могилёвской области отличился как снайпер. В период с 7 мая 1944 года по 10 июня того же года Борис Московский уничтожил 11 солдат противника. 12 июня 1944 года был награждён орденом Славы 3-й степени. В июле-августе 1944 года во время освобождения Белоруссии ефрейтором Московским было уничтожено 25 солдат противника. Во время боёв вблизи деревни Зорька (Минская область) уничтожил 12 немецких солдат и 6 коней. 4 августа 1944 года был награждён орденом Славы 2-й степени. В конце июля 1944 был ранен в левую руку. Принимал участие в Восточно-Прусской операции и уничтожении хейльсбергской группировки врага.  В период за январь—май 1945 года ефрейтором Московским было уничтожено 29 военнослужащих врага. Всего за время войны снайпером Московским было уничтожено 76 вражеских солдат и офицеров. Участвовал во взятии Кёнигсберга. 29 июня 1945 был награждён орденом Славы 1-й степени.  Демобилизовался в декабре 1945 года в звании старшины.
После демобилизации жил в Саратове. Работал бетонщиком. Умер в 1990 году.

## Награды
- Орден Отечественной войны 1-й степени (1985)[2];
- Орден Славы 1-й степени (29  июня 1945 — № 1723)[3];
- Орден Славы 2-й степени (4 августа 1944 — № 11032)[4];
- Орден Славы 3-й степени (12 июня 1944 — № 68981)[5];
- ряд медалей.